# 시하하누
시하하누(산스크리트어: सिंहहनु 싱하하누)는 고타마 붓다의 친할아버지이자 고대 군주이다. 그는 샤카족의 통치자 중 한 명이었다.

## 가족
시하하누는 자야세나 왕의 아들이자 야소다라 공주의 형제였다.
그는 데바다삿카의 딸인 데바다하의 카차나와 결혼했다.
- 슈도다나 왕[4][5]
- 도토다나
- 삿코다나
- 숫카다나
- 아미토다나
- 아미타
- 파미타

젊은 왕자로서 숫도다나는 전쟁과 검술에 뛰어났다. 전투에서 승리한 후 시하하누는 그에게 혜택을 제공했다. 그는 두 명의 아름다운 자매인 마야 및 마하파자파티 가우타미와 결혼할 수 있도록 허락해 달라고 요청했다.

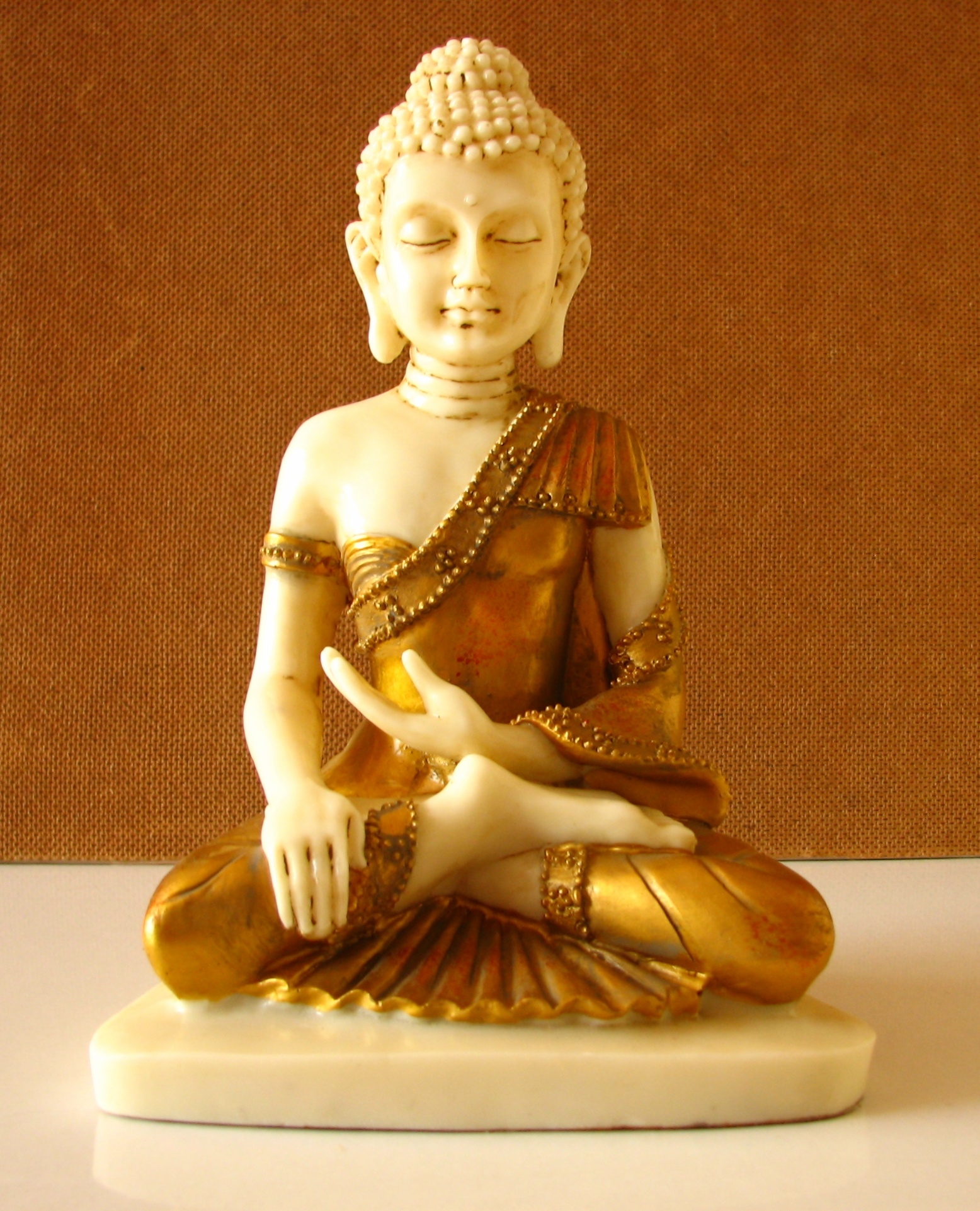
시하하누의 손자 고타마 붓다